# Stefan Jordan (Astronom)
Stefan Jordan ist ein deutscher Physiker, Astrophysiker, Astronom und Hochschullehrer.

## Leben
Von 1978 bis 1979 leistete Jordan seinen Wehrdienst. Dann studierte er ab 1979 Physik an der Christian-Albrechts-Universität zu Kiel. 1985 schloss er sein Studium mit dem Diplom ab. Nach dem Studium arbeitete er als wissenschaftlicher Mitarbeiter an der Universität Kiel. 1988 promovierte er dort mit einer Arbeit zum Thema Energieverteilung und Polarisation im Spektrum magnetischer Weisser Zwergsterne mit wasserstoffreichen Atmosphären. 1997 habilitierte er sich in Kiel. 2001 wechselte er für einige Monate als wissenschaftlicher Mitarbeiter an die Sternwarte Göttingen. Von 2001 bis 2004 war er wissenschaftlicher Mitarbeiter an der Eberhard Karls Universität Tübingen, wo er sich 2002 auch habilitierte. Seit 2004 ist er wissenschaftlicher Mitarbeiter am Astronomischen Rechen-Institut (ARI) der Ruprecht-Karls-Universität Heidelberg. In Heidelberg habilitierte er sich 2006 nochmals. 2014 wurde er zum außerplanmäßigen Professor an der Fakultät für Physik und Astronomie der Universität Heidelberg ernannt.

## Forschungsinteressen
Jordan forscht auf den Gebieten der Astronomie, der Astrophysik und der weißen Zwerge. Er untersucht die späten Stadien der Sternentwicklung, die magnetischen Felder der weißen Zwerge und das Verhalten der Atome in starken magnetischen Feldern. Dazu nutzt er Beobachtungen verschiedener erdgebundener Teleskope und von Satellitenmissionen. Außerdem nutzt und entwickelt er theoretische Computermodelle. Jordan arbeitete seit 2004 an der Vorbereitung und Begleitung der Gaia-Satellitenmission mit. Er war im Rahmen des Data Processing & Analysis Consortium (DPAC) an der Planung der Gaia-Ergebnisdatenbank und der Visualisierung der Gaia-Ergebnisse beteiligt. Außerdem leistete er Öffentlichkeitsarbeit für das Gaia-Projekt.
Jordan war Kooperationspartner und Teilprojektleiter für mehrere von der Deutschen Forschungsgemeinschaft (DFG) geförderte Projekte, darunter
- 2011–2022: Öffentlichkeitsarbeit für Das Milchstraßensystem
- 2017–2022: Der Ursprung von massereichen, schnellen Sternen im Halo[7]

Jordan ist Mitglied der Astronomischen Gesellschaft und der Internationalen Astronomischen Union. Er hat mehr als 100 Publikationen verfasst. Sein h-Index liegt bei 40.

## Lehrveranstaltungen
Jordan hält seit Beendigung seines Studiums im Jahr 1988 Vorlesungen, Seminare und Übungen zu den Themen Fortran für Physiker, Unix, Experimentalphysik, Astronomie, Astrophysik, Spektroskopie, theoretische Mechanik, Instrumente und Beobachtungstechniken der Astronomie, weiße Zwerge, Neutronensterne, schwarze Löcher, veränderliche Sterne, Gasnebel, späte Stadien der Sternentstehung und Astrobiologie.

## Donaldismus
Jordan beteiligt sich an der Entwicklung des Donaldismus. In seinem Vortrag Physik, Astronomie und Raumfahrt in Entenhausen untersucht er die Gültigkeit der Naturgesetze im fiktiven Entenhausen, der Heimat der Phantasiegestalten Donald Duck, Dagobert Duck und Daniel Düsentrieb. Diesen Vortrag hielt er mehrere Male, darunter
- 1997: Physikalisches Kolloquium Kiel[13]
- 2008: Yuri’s Night, Audimax der Universität Kiel[14]
- 2016: Planetarium Mannheim[15][16][17]

## Veröffentlichungen (Auswahl)
- Mit anderen: Gaia Data Release 2. Summary of the contents and survey properties, 2018, Astronomy & Astrophysics, Volume 616, id.A1 online
- Mit anderen: The Gaia mission, 2016, Astronomy & Astrophysics, Volume 595, id.A1 online
- White Dwarf Research with Gaia, 2015, 19th European Workshop on White Dwarfs, Proceedings of a conference held at the Université de Montréal, Montréal, Canada 11-15 August 2014. Edited by Patrick Dufour, Pierre Bergeron, and Gilles Fontaine. ASP Conference Series, Vol. 493. San Francisco: Astronomical Society of the Paific online
- Magnetic fields in White Dwarfs and their direct progenitors, 2009, Cosmic Magnetic Fields: From Planets, to Stars and Galaxies, Proceedings of the International Astronomical Union, IAU Symposium, Volume 259 online
- Mass and Radius of a Near-Chandrasekhar-limit magnetic white dwarf, 2007, HST Proposal ID 11300. Cycle 16
- Magnetic Fields in White Dwarfs, 1999, AG Abstract Services, vol. 15. Abstracts of Contributed Talks and Posters presented at the Annual Scientific Meeting of the Astronomische Gesellschaft, in Goettingen
- Mit Axel D. Schwope und Klaus Beuermann: Cyclotron and Zeeman Spectroscopy of MR SER in a Low State of Accretion, 1993, Annals of the Israel Physical Society, Volume 10. Bristol: Institute of Physics Pub.; Jerusalem: Israel Physical Society; New York: American Institute of Physics
- Synthetic Spectra of Magnetic White Dwarfs, 1989, White Dwarfs. Proceedings of IAU Colloquium No. 114, held at Dartmouth College, Hanover, New Hampshire, USA, August 15-19, 1988. Editor, G. Wegner; Publisher, Springer-Verlag, Berlin; New York, 1989. ISBN 0-387-51031-1 online

## Online-Vorträge (Auswahl)
- Die Vermessung der Milchstraße mit Gaia - Stefan Jordan bei Faszination Astronomie Online auf YouTube, 28. Mai 2020, abgerufen am 21. Dezember 2023.
- Astro-Talk: Stefan Jordan auf YouTube, 14. Februar 2020, abgerufen am 21. Dezember 2023.